# Fédération pour la recherche sur le cerveau
Pour les articles homonymes, voir FRC.
 (juin 2017).
Si vous disposez d'ouvrages ou d'articles de référence ou si vous connaissez des sites web de qualité traitant du thème abordé ici, merci de compléter l'article en donnant les références utiles à sa vérifiabilité et en les liant à la section « Notes et références ».
La Fédération pour la recherche sur le cerveau (FRC) est une association française fédérant 7 associations liées à des maladies neurologiques. Fondée en 2000 par Bernard Ésambert afin de rassembler des fonds et d'encourager la recherche en neurosciences, elle collecte de l'argent lors des opérations dites « Neurodon ».
Les institutions fondatrices de la FRC sont :
- France Alzheimer (FA) : maladie d'Alzheimer
- Fondation française pour la recherche sur l'épilepsie (FFRE) : épilepsie
- France Parkinson : maladie de Parkinson
- Fondation pour la recherche sur la sclérose en plaques (ARSEP) : sclérose en plaques
- Association pour la recherche sur la sclérose latérale amyotrophique et autres maladies du motoneurone (ARS SLA) : sclérose latérale amyotrophique

Elle a reçu le label « campagne d'intérêt national » pour l'année 2002.

## FRC, une structure unique en France
Recherche sur le cerveau : Les 4 voies de l'espoir
Les experts du Conseil scientifique de la FRC ont étudié des centaines de travaux des chercheurs, financés partout en France depuis l'an 2000 et ont pu déterminer 4 principaux axes de recherches portant principalement sur :
- Le développement et le vieillissement de notre système nerveux
- La plasticité et la réparation de notre cerveau
- Le comportement et la cognition
- Le cerveau et son environnement

Selon les meilleurs spécialistes des neurosciences, ces 4 voies de travail sont celles qui permettent de mieux comprendre notre cerveau pour prévenir, soigner et guérir les maladies qui l'atteignent. Ces 4 axes étant à la fois transversaux et pluridisciplinaires, ils sont porteurs d'espoir pour lutter plus efficacement contre les maladies neurologiques et psychiatriques.

### Maladies du cerveau: on est tous concernés!
Plus d’un Français sur six déclare être touché de près ou de loin par une maladie du cerveau : Alzheimer, Parkinson, atrophie corticale postérieure, épilepsie, sclérose en plaques, maladie de Charcot, schizophrénie, dépression, troubles bipolaires, chorée de Huntington, dystonie, autisme… malheureusement la liste est longue et les souffrances terribles. Le nombre de patients devrait doubler entre 2020 et 2040. Les cas de démence devraient tripler d’ici 2050 (source OMS).

### Comprendre les maladies du cerveau: le grand défi duXXIesiècle
Perte progressive et insidieuse de la conscience, perte de motricité, troubles du comportement, état de dépendance physique et morale, autonomie ébranlée… les maladies du cerveau sont des maladies pour lesquelles seule la recherche peut prévenir, freiner et enfin stopper l’évolution. La recherche sur les maladies  du cerveau est un enjeu à l’échelle mondiale pour le XXIe siècle. Les traitements qui, jusqu’à présent n’étaient que symptomatiques et palliatifs devront être plus efficaces, préventifs et curatifs. Pour cela, il faut percer à jour le cerveau et son code « neural ».

### En l’an 2000, la FRC relève le défi
Pour combattre les maladies du cerveau, espérer un jour les prévenir et les vaincre,  il faut d’abord comprendre comment fonctionne cet organe complexe et pourquoi il dysfonctionne. En un mot, étudier le cerveau à l’état normal et pathologique. C’est le défi que la FRC s’est lancé, et elle y travaille depuis 15 ans, avec détermination.

### Union sacrée
Pour y parvenir, il a d’abord fallu se regrouper, cesser d’être dispersés.  C’est la naissance de la FRC. Six grandes organisations reconnues d’utilité publique, associations de patients et de familles,  fondations de recherche, ayant pignon sur rue et représentant plus de 6 millions de patients, familles et proches ont décidé d’unir leurs forces au sein d’une même structure destinée à encourager la recherche sur le cerveau et le système nerveux.